# Baranya
Baranya é um condado (megye em húngaro) da Hungria. Sua capital é a cidade de Pécs. O condado faz parte da região histórica da Barânia.

## Cidades e municípios

### Cidade com direitos de condados
- Pécs (Sede de condado)

### Cidades e Municípios
(ordenado por população  de acordo com o censo de 2001)
- Komló (27 462)
- Mohács (19 085)
- Szigetvár (11 492)
- Siklós (10 384)
- Szentlőrinc (7 265)
- Pécsvárad (4 104)
- Kozármisleny (4 058)
- Bóly (3 715)
- Sásd (3 570)
- Harkány (3 519)
- Sellye (3 248)
- Villány (2 793)
- Mágocs (2 545)